# Francisco Lozano Vicente
Francisco Lozano Vicente (Barcelona, 4 de octubre de 1922-Madrid, 8 de junio de 2006) fue un ingeniero español, ministro de la Vivienda en los dos primeros gobiernos del reinado de Juan Carlos I.

## Biografía
Ingeniero de Caminos, Canales y Puertos por la Escuela Superior de Madrid, accedió al cuerpo de ingenieros del Estado en 1949. Como funcionario de carrera fue jefe de obras públicas en la provincias de Barcelona, Badajoz y Madrid sucesivamente, hasta que ocupó puestos de responsabilidad en los años 1960 en los servicios centrales del ministerio de Obras Públicas durante la dictadura franquista. Ocupó un tiempo la presidencia en la entonces empresa pública, RENFE, hasta que en diciembre de 1975 fue nombrado ministro de la Vivienda, en sustitución de Luis Rodríguez de Miguel, en el primer gobierno nombrado por el rey Juan Carlos I tras la muerte de Franco, gabinete presidido por Carlos Arias Navarro. Se mantuvo en el ministerio con la formación del primer gobierno de Adolfo Suárez en julio de 1976 hasta que, tras las elecciones generales de junio, el ministerio desapareció para integrarse entonces en el de Obras Públicas, que ocupó Joaquín Garrigues Walker.